# Ulla Mänttäri
Ulla Mänttäri, finländsk orienterare som tog VM-brons i stafett 1989.